# Jan Melichar (lední hokejista)
Jan Melichar (* 24. února 1978, Třebíč, Československo) je bývalý český hokejový obránce, od roku 2014 je trenérem juniorů a asistent trenéra týmu druhé ligy EHC Freiburg.

## Kariéra
Jan Melichar začal profesionální kariéru v severní Americe v juniorském týmu Port Hope Buzzards, tam hrál od roku 1996 do roku 1998. Posléze v sezóně 1998–99 byl obráncem v profesionálním týmu Bakersfield Condors ve West Coast Hockey League. Během první sezóny byl transferován do Topeka Scarerows v Central Hockey League. V následující sezóně hrál v United Hockey League v týmu Fort Wayne Komets a v české 2. lize v týmu HC Ytong Brno. Po roční přestávce získal v sezóně 2001/02 smlouvu s týmem HC Kometa Brno v 1. české hokejové lize. V té době také hrál za tým 2. ligy HC Žďár nad Sázavou, po další přestávce hrál od roku 2003 do roku 2005 za HC Blansko.
Od roku 2005 do roku 2010 hrál v English Premier Ice Hockey League, první čtyři roky hrál za Bracknell Bees a pak jeden rok za tým Slough Jets. V tomto týmu se v sezóně 2009/10 stal mistrem druhé ligy v Anglii. V sezóně 2010/11 se stal hráčem nově založeného klubu v Kontinentální hokejové ligy HC Lev Poprad. Později se vrátil do EPIHL do týmu Swindon Wildcats. Posléze se stal trenérem, ale dvě sezóny ještě strávil jako hráč v nižších ligách v Německu.
Od sezóny 2014/15 byl Melichar trenérem v týmu EHC Freiburg, zpočátku působil jako asistent trenéra Leoše Suláka, následně v prosinci roku 2018 nastoupil na pozici hlavního trenéra. Od června 2019 je Melichar asistentem trenéra Jeffa Campbella v týmu SC Langenthal ve Swiss League.

## Úspěchy a ocenění
- 2010 mistr ligy v EPIHL, Slough Jets

## Klubová statistika
| Sezona                   | Klub                     | Soutěž                   | Základní část | Základní část | Základní část | Základní část | Základní část | Play off | Play off | Play off | Play off | Play off |
| Sezona                   | Klub                     | Soutěž                   | Z             | G             | A             | B             | TM            | Z        | G        | A        | B        | TM       |
| ------------------------ | ------------------------ | ------------------------ | ------------- | ------------- | ------------- | ------------- | ------------- | -------- | -------- | -------- | -------- | -------- |
| 1996/97                  | Port Hope Buzzards       | MetJHL                   | 22            | 2             | 2             | 4             | 34            | –        | –        | –        | –        | –        |
| 1997/98                  | Port Hope Buzzards       | MetJHL                   | 36            | 6             | 11            | 17            | 104           |          |          |          |          |          |
| 1998/99                  | Topeka Scarecrows        | CHL                      | 43            | 2             | 14            | 16            | 28            | 3        | 0        | 0        | 0        | 2        |
| 1998/99                  | Bakersfield Condors      | WCHL                     | 18            | 1             | 0             | 1             | 14            | –        | –        | –        | –        | –        |
| 1999/00                  | Fort Wayne Komets        | UHL                      | 11            | 0             | 0             | 0             | 10            | –        | –        | –        | –        | –        |
| 1999/00                  | Topeka Scarecrows        | CHL                      | 1             | 0             | 0             | 0             | 0             | –        | –        | –        | –        | –        |
| 1999/00                  | HC Ytong Brno            | 2. ČHL                   | 11            | 2             | 1             | 3             | 10            | 6        | 0        | 1        | 1        | 6        |
| 2001/02                  | HC Žďár nad Sázavou      | 2. ČHL                   | 18            | 0             | 5             | 5             | 22            | –        | –        | –        | –        | –        |
| 2001/02                  | HC Kometa Brno           | 1. ČHL                   | 19            | 1             | 2             | 3             | 18            | –        | –        | –        | –        | –        |
| 2002/03                  | HC Blansko               | 2. ČHL                   | –             | –             | –             | –             | –             | –        | –        | –        | –        | –        |
| 2003/04                  | HC Blansko               | 2. ČHL                   | 29            | 1             | 9             | 10            | 20            | 5        | 0        | 0        | 0        | 0        |
| 2004/05                  | HC Blansko               | 2. ČHL                   | 33            | 4             | 8             | 12            | 47            | 12       | 1        | 1        | 2        | 14       |
| 2005/06                  | Bracknell Bees           | EPL                      | 43            | 19            | 25            | 44            | 26            | 8        | 5        | 1        | 6        | 2        |
| 2006/07                  | Bracknell Bees           | EPL                      | 44            | 11            | 41            | 52            | 91            | 6        | 3        | 7        | 10       | 4        |
| 2007/08                  | Bracknell Bees           | EPL                      | 39            | 12            | 28            | 40            | 26            | 8        | 1        | 4        | 5        | 12       |
| 2009/10                  | Slough Jets              | EPL                      | 54            | 7             | 26            | 33            | 42            | 4        | 0        | 0        | 0        | 0        |
| 2010/11                  | Swindon Wildcats         | EPL                      | 53            | 6             | 22            | 28            | 59            | 2        | 0        | 1        | 1        | 0        |
| 2011/12                  | Swindon Wildcats         | EPL                      | 54            | 3             | 20            | 23            | 87            | 2        | 0        | 0        | 0        | 0        |
| 2012/13                  | Swindon Wildcats         | EPL                      | 48            | 1             | 12            | 13            | 28            | 2        | 0        | 1        | 1        | 0        |
| 2013/14                  | Swindon Wildcats NiHL    | NIHL                     | 18            | 4             | 27            | 31            | 8             | –        | –        | –        | –        | –        |
| 2014/15                  | EHC Freiburg             | 2. NěmHL                 | 21            | 0             | 4             | 4             | 18            | 1        | 0        | 0        | 0        | 0        |
| 2015/16                  | EHC Freiburg II          | 3. NěmHL                 | 12            | 0             | 8             | 8             | 31            | –        | –        | –        | –        | –        |
| Celkem v 1. ČHL          | Celkem v 1. ČHL          | Celkem v 1. ČHL          | 19            | 1             | 2             | 3             | 18            | –        | –        | –        | –        | –        |
| Celkem v 2. ČHL          | Celkem v 2. ČHL          | Celkem v 2. ČHL          | 91            | 7             | 23            | 30            | 99            | 23       | 1        | 2        | 3        | 20       |
| Celkem v CHL             | Celkem v CHL             | Celkem v CHL             | 44            | 2             | 14            | 16            | 28            | 3        | 0        | 0        | 0        | 2        |
| Celkem v WCHL            | Celkem v WCHL            | Celkem v WCHL            | 18            | 1             | 0             | 1             | 14            | –        | –        | –        | –        | –        |
| Celkem v UHL             | Celkem v UHL             | Celkem v UHL             | 11            | 0             | 0             | 0             | 10            | –        | –        | –        | –        | –        |
| Celkem v MetJHL          | Celkem v MetJHL          | Celkem v MetJHL          | 58            | 8             | 13            | 21            | 138           | 0        | 0        | 0        | 0        | 0        |
| Celkem v EPL             | Celkem v EPL             | Celkem v EPL             | 335           | 59            | 174           | 233           | 359           | 32       | 9        | 14       | 23       | 18       |
| Celkem v NIHL            | Celkem v NIHL            | Celkem v NIHL            | 18            | 4             | 27            | 31            | 8             | –        | –        | –        | –        | –        |
| Celkem v 2. německé lize | Celkem v 2. německé lize | Celkem v 2. německé lize | 21            | 0             | 4             | 4             | 18            | 1        | 0        | 0        | 0        | 0        |
| Celkem v 3. německé lize | Celkem v 3. německé lize | Celkem v 3. německé lize | 12            | 0             | 8             | 8             | 31            | –        | –        | –        | –        | –        |
| Celkem v kariéře         | Celkem v kariéře         | Celkem v kariéře         | 627           | 82            | 265           | 347           | 723           | 59       | 10       | 16       | 26       | 40       |